# Stellar Blade
Stellar Blade (hangul: 스텔라 블레이드) – wydana w 2024 roku przygodowa gra akcji, stworzona przez południowokoreańskie studio Shift Up i wydana przez Sony Interactive Entartainment. Główną bohaterką gry jest Eve, której misją jest pomoc w uratowaniu ludzkości na Ziemi, zniszczonej przez istoty zwane Naytiba.

## Produkcja
Tytuł po raz pierwszy zapowiedziano 4 kwietnia 2019 roku publikując zwiastun produkcji określanej wtedy jako Project Eve. Podczas wydarzenia PlayStation Showcase 2021 zaprezentowano kolejną zapowiedź gry. Premiera gry na konsole PlayStation 5 miała miejsce 26 kwietnia 2024. W czerwcu 2024 roku twórcy ogłosili, że gra rozeszła się w liczbie ponad 1 mln kopii. Gra zadebiutowała na PC 11 czerwca 2025.
Model głównej bohaterki został przygotowany na podstawie zeskanowanych modeli 3D dwóch koreańskich modelek, Shin Jae-eun i Yoon Seolhwa.
W maju 2025 roku studio Shift Up opublikowało raport finansowy potwierdzający plany na sequel Stellar Blade.

## Odbiór gry
Gra została dobrze przyjęta przez recenzentów. Uzyskała średnią ocen wynoszącą 81/100 według serwisu Metacritic (dane na dzień 13 czerwca 2025).
Przedmiotem kontrowersji i krytyki niektórych graczy i recenzentów stała się kwestia przedstawienia w grze głównej bohaterki. Twórcom zarzucano przeseksualizowanie postaci, a także oparcie kampanii promocyjnej gry w oparciu o ten właśnie aspekt.